# Diego Abad de Santillán
Pour les articles homonymes, voir Abad.
Diego Abad de Santillán pseudonyme de Sinesio Baudilio García Fernández, né le 20 mai 1897 à Reyero (León) et mort le 18 octobre 1983 à Barcelone, est un militant anarchiste, écrivain et économiste espagnol, une figure majeure du syndicalisme libertaire en Espagne et en Argentine.

## Biographie

### Jeunesse
Né Sinesio Baudilio García Fernández à Reyero, un village de montagne du León, le 20 mai 1897, Santillán émigre avec ses parents à l'âge de huit ans en Argentine. Dès l'âge de dix ans, il suit des cours du soir et travaille la journée, notamment sur les lignes de chemin de fer. Il revient en Espagne en 1912 et prépare le baccalauréat avant de rejoindre l'Université de Madrid en 1915 pour suivre des cours de philosophie et de littérature. Après la grève générale de 1917, il est emprisonné à Madrid et rencontre en cellule Tomás Herreros, qui le met en contact avec le mouvement anarchiste. Une amnistie le libère en 1918 et il retourne en Argentine, travaillant comme militant au sein de l'anarcho-syndicaliste Federación Obrera Regional Argentina (FORA) et éditeur de son bulletin hebdomadaire La Protesta.

### Années de militantisme en Allemagne, à Mexico et en Argentine
En 1922, Santillán représente la FORA au congrès fondateur de l'Association internationale des travailleurs qui se tient à Berlin. Sur place, il commence à étudier la médecine et fait la rencontre d'Elise Kater, qui devient sa femme. Il publie en 1925 deux premiers livres consacrés à l'histoire et la théorie anarchistes : Ricardo Flores Magón: el apóstol de la revolución social mexicana'' et El anarquismo en el movimiento obrero.
En 1926, Santillán interrompt ses études pour voyager à Mexico où il assiste à un congrès de la Confederación General de Trabajadores. De retour en Argentine, il continue à travailler pour La Protesta ainsi que pour un nouveau journal, La Antorcha, et termine El movimiento anarquista en la Argentina: desde sus comienzos hasta el año 1910 (1930). À la fin des années 1920, Santillán est un opposant résolu de l'anarchiste Severino Di Giovanni, dont le soutien à la propagande par le fait cause de nombreuses morts.
Quand, en 1930, il est condamné à mort pour sédition, Santillán fuit en Uruguay. De là, il voyage en Espagne au moment de la proclamation de la Seconde République espagnole en 1931, avant de retourner secrètement en Argentine pour continuer ses activités militantes et son travail de recherche. Il rédige La bancarrota del sistema económico y político del capitalismo (1932), La F.O.R.A.: ideología y trayectoria del movimiento obrero revolucionario en la Argentina (1933) et Reconstrucción social: bases para una nueva edificación económica argentina (1933). À la fin de 1933, il retourne en Espagne pour s'établir à Barcelone.

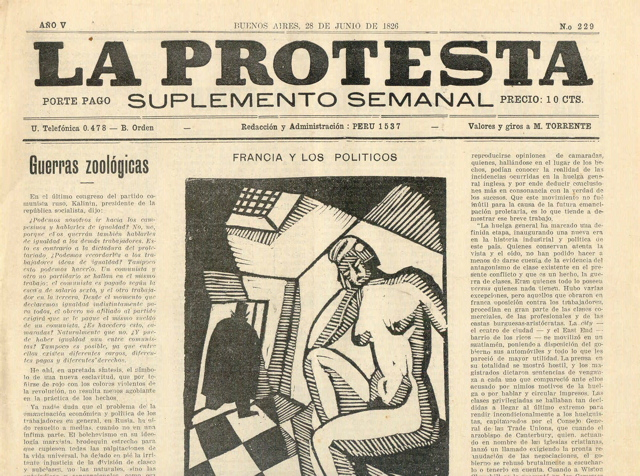
Le journal «La Protesta» № 220 à partir de 1926

### Guerre d'Espagne
En 1934, Santillán commence à travailler pour la Fédération anarchiste ibérique (FAI) et devient en 1935, le secrétaire de son comité Peninsular et le directeur de Solidaridad Obrera et Tierra y Libertad. Au cours de la même période il fonde également trois nouveaux journaux : Tiempos Nuevos, Butlletí de la Conselleria d’Economia et Timón. Après la révolution de juillet 1936, il représente la FAI au Comité central des milices antifascistes (CCMA), qui coordonne les diverses milices de Catalogne – et qui formait de facto le gouvernement catalan au début de la guerre civile. La théorie économique anarchiste est à l'époque la première de ses préoccupations, ce qui se traduit dans son livre El organismo económico de la revolución (1936), publié au nom de la Confédération nationale du travail (CNT) (réédité en 1937 sous le titre After the Revolution: Economic Reconstruction in Spain Today).
Entre décembre 1936 et avril 1937 il est conseiller économique au sein du ministère de l'économie de la Generalitat de Catalogne tout en continuant de prôner politiquement les principes anarchistes de la démocratie directe. Il se montre particulièrement critique du gouvernement et de Juan Negrín, et dénonce les crimes du Parti communiste d'Espagne – fidèle au Komintern – dans la guerre civile. Il publie deux livres : La revolución y la guerra de España (1938) et une bibliographie d'écrits anarchistes argentins (1938). En avril 1938, Santillán rejoint le comité national du front populaire antifasciste formé par les anarchistes de la CNT et les socialistes de l'UGT. La défaite de la république espagnole face aux forces franquistes le conduit à retourner en Argentine via la France.

### Retour en Argentine
De retour en Argentine, Santillán se fait discret, fonde plusieurs journaux et poursuit ses travaux de recherche – collaboration suivie à la Gran Enciclopedia Argentina et production d'analyses critiques du mouvement syndical et du péronisme : Por qué perdimos la guerra: una contribución a la historia de la tragedia española (1940) – adapté plus tard en film par son fils, Francisco Galindo –  La crisis del capitalismo y la misión del proletariado (1946), un chapitre sur l'Argentine dans The Labour Movement: Anarchism and Socialism Vol. III (1965), Contribución a la historia del movimiento obrero español (1962-1971), De Alfonso XII a Franco: apuntes de historia política de la España moderna (1974) et Estrategia y táctica: ayer, hoy y mañana (1976).
Des travaux inédits, Ideas y suggestiones para una nueva estrategía revolutionaria et Delincuencia política, ainsi que de nombreux documents personnels, sont conservés à Amsterdam à l'Institut international d'histoire sociale.

### Dernières années
En 1977, à l'âge de 80 ans, Santillán retourne dans l'Espagne de l'après Franco, s'établissant de nouveau à Barcelone, et y rédige ses mémoires publiés sous le titre Memorias 1897-1936 (1977). Il meurt à Barcelone le 18 octobre 1983.

## Œuvres
- Ricardo Flores Magón: el apóstol de la revolución social mexicana, Mexico : Grupo Cultural « Ricardo Flores Magón », 1925
- El anarquismo en el movimiento obrero, avec Emilio López Arango, Barcelone : Ed. Cosmos, 1925
- El movimiento anarquista en la Argentina: desde sus comienzos hasta el año 1910, Buenos Aires : Ed. Argonauta, 1930
- La bancarrota del sistema económico y político del capitalismo, 1932
- La F.O.R.A.: ideología y trayectoria del movimiento obrero revolucionario en la Argentina, Buenos Aires: Nervio, 1933
- Reconstrucción social: bases para una nueva edificación económica argentina, avec Juan Lazarte, 1933
- Las Cargas tributarias: apuntes sobre las finanzas estatales contemporáneas, Barcelone : Mundial, 1934
- Avec Juan Manuel Molina Mateo, La insurrección anarquista del 8 de diciembre de 1934, Barcelone 1934.
- Vida de Malatesta, Barcelone : Guilda de Amigos del Libro, 1936. Traduction de la biographie italienne de Errico Malatesta par Luigi Fabbri.
- El organismo económico de la revolución, Barcelone : CNT publication, 1936. Réédité en 1937 : After the Revolution: Economic Reconstruction in Spain Today, New York : Greenberg, 1937.
- A Return to Principle, Barcelona : Timón, n° 2, août 1938.
- Avec Luce Fabbri, Gli anarchici e la rivoluzione spagnola, Carlo Frigerio Editore, Lugano, 1938.
- La revolución y la guerra de España, La Havane, 1938
- Bibliografía anarquista argentina, Barcelone : Timón, 1938
- Por qué perdimos la guerra: una contribución a la historia de la tragedia española, Buenos Aires, Imán, 1940 (extrait en anglais : Why We Lost the War: A Contribution to the History of the Spanish Tragedy).
- La crisis del capitalismo y la misión del proletariado, 1946
- Contribución a la historia del movimiento obrero español, 3 vols., Puebla : Editorial José M. Cajica Jr., 1962-1971
- De Alfonso XII a Franco: apuntes de historia política de la España moderna, Buenos Aires : TEA, 1974
- Por qué perdimos la guerra, Madrid, G del Toro, 1975.
- Estrategia y táctica: ayer, hoy y mañana, Madrid, Ediciones Júcar, 1976.
- Memorias 1897-1936, Barcelone, Planeta, 1977.

## Notices
- Pelloutier.net : notice biographique.
- Entrée Diego Abad de Santillán dans The Anarchist Encyclopedia.
- (es) Miguel Iñiguez, Esbozo de una Enciclopedia histórica del anarquismo español, Fundación de Estudios Libertarios Anselmo Lorenzo, Madrid, 2001, page 252.
- (es) Gonzalo Pasamar Alzuria, Ignacio Peiró Martín, Diccionario Akal de Historiadores españoles contemporáneos, Éditions Akal, 2002, pp.49-51.
- (es) Juan Manuel Roca et Iván Darío Álvarez Escobar, Diccionario anarquista de emergencia, Bogota, Norma Editorial, 2008,, 276 p. (ISBN 978-958-45-0772-3, lire en ligne), p. 177-178.